# Dolichocolon orientale
Dolichocolon orientale är en tvåvingeart som beskrevs av Townsend 1927. Dolichocolon orientale ingår i släktet Dolichocolon och familjen parasitflugor. Inga underarter finns listade i Catalogue of Life.